# 皮涅鲁-达本波斯塔
皮涅鲁-达本波斯塔是葡萄牙阿威罗区的一个堂区。总面积8.9平方公里，总人口3621人，人口密度406.9人/平方公里。